# 马库斯·米尔克
马库斯·米尔克（德語：Marcus Mielke，1975年1月31日—），德国男子赛艇运动员。他曾代表德国参加世界赛艇锦标赛，获得一枚金牌和一枚铜牌，均来自轻量级项目。他也曾参加2000年夏季奥运会。